# Valon Behrami
Valon Behrami, född 19 april 1985 i Mitrovica i SAP Kosovo i SFR Jugoslavien, är en schweizisk fotbollsspelare av albanskt ursprung som spelar i den italienska klubben Genoa. Han spelar som mittfältare.

## Karriär

### Italiensk debut
Valon Behrami flyttade som ung med sin familj till Schweiz från Kosovo, när det började bli oroligt i landet. Behrami började spela fotboll som 7-åring i klubben Stabio. Under sina år som ungdomsspelare så spelade han också i Chiasso. Sin seniordebut gjorde han 2002 i Lugano efter att ha spelat för deras ungdomslag sedan 2000. Det var efter några framträdanden i Lugano som han blev upptäckt i Italien, som 18-åring värvades han av Genoa. Han ansågs då vara en av Europas stora talanger. Det blev bara en säsong för Genoa innan han blev utlånad till dåvarande Serie B-laget Hellas Verona.

### Flytten till Lazio
Efter ett år i Verona flyttade Valon Behrami till storklubben Lazio. Där gjorde han bra ifrån sig och blev en av lagets viktigaste spelare. Framgångarna i Lazio gav Behrami chansen att få spela i det schweiziska landslaget. Där gjorde han mål i det första playoff-mötet av två mot Turkiet, som till slut tog Schweiz till VM. Behrami blev den förste med albanskt ursprung som har spelat i VM. Valon Behrami har sagt att han hoppas kunna spela för Kosovo när landet blir självständigt.

### Premier League
Den 23 juli 2008 skrev Behrami på ett kontrakt för Premier League-klubben West Ham från London värt fem miljoner pund. Behrami sade att det var en "dröm som gick i uppfyllelse" att få spela för West Ham och i Premier League.

### Fiorentina
Den 26 januari 2011 skrev Behrami på för italienska Fiorentina.

### Napoli
Den 16 juli 2012 skrev Behrami på ett femårskontrakt med den italienska klubben SSC Napoli.

## Privatliv
Valon Behrami är sedan 11 juli 2018 gift med utförsåkaren Lara Gut.